# Voyagers
Voyagers – thriller science fiction z 2021 roku w reżyserii Neila Burgera. 

## Fabuła
Zmiana klimatu, susza oraz fala głodu na Ziemi coraz bardziej wyniszcza ludzkość. W 2063 roku naukowcy znajdują nową planetę, na której ludzie mogliby się osiedlić. Podróż do nowej planety potrwa 86 lat, a w jej trakcie załoga musi się rozmnożyć i to jej wnuki dotrą do celu podróży, by zapewnić przetrwanie gatunkowi ludzkiemu.      
Poprzez zapłodnienie pozaustrojowe, zostaje stworzonych trzydzieścioro dzieci. W trosce o ich zdrowie psychiczne wychowywane są w izolacji, by nie odczuwały tęsknoty za otwartą przestrzenią, słońcem i ludźmi. W podróż z dziećmi postanawia wyruszyć Richard (Colin Farrell), co przyspiesza start misji aż o cztery lata.         
Po 10 latach podróży, młodzież dorasta i jako inteligentne osoby, zaczynają wyczuwać, kiedy Richard nie mówi im prawdy. Pojawiają się dociekliwe pytania, bunt a co za tym idzie statek pogrąża się w coraz większym chaosie.         

## Obsada
- Colin Farrell jako Richard
- Tye Sheridan jako Christopher
- Lily-Rose Depp jako Sela
- Fionn Whitehead jako Zac
- Archie Madekwe jako Kai
- Quintessa Swindell jako Julie
- Viveik Kalra jako Peter
- Isaac Hempstead Wright jako Edward
- Chanté Adams jako Phoebe
- Madison Hu jako Anda
- Veronica Falcón jako Marianne Sancar

i inni

## Produkcja
Film kręcono w Bukareszcie, w Rumunii.